# Stanisław Gronkowski
Stanisław Gronkowski (ur. 8 stycznia 1922 w Radomiu, zm. 20 maja 2004 w Krakowie) – polski aktor teatralny i filmowy.

## Życiorys
W 1946 studiując na Wydziale Rzeźby Akademii Sztuk Pięknych w Krakowie zapisał się do Studia Aktorskiego Teatru Rapsodycznego. W 1948 znalazł się w stałym zespole aktorskim Teatru Rapsodycznego, później pod nazwą krakowskiego Teatru Poezji. W 1955 przeniósł się do zespołu aktorskiego Starego Teatru, którego był aktorem do 1994, gdy przeszedł na emeryturę. W sezonie 1956/57 współpracował z Tadeuszem Kantorem – w jego Teatrze Cricot 2. Występował także w spektaklach Teatru Telewizji. Pochowany na Cmentarzu Parafialnym na Salwatorze (sektor J-1-18).
Był pierwszym mężem piosenkarki Joanny Rawik.

## Ordery i odznaczenia
- Krzyż Oficerski Orderu Odrodzenia Polski (1989)
- Medal 10-lecia Polski Ludowej (28 stycznia 1955)[3]

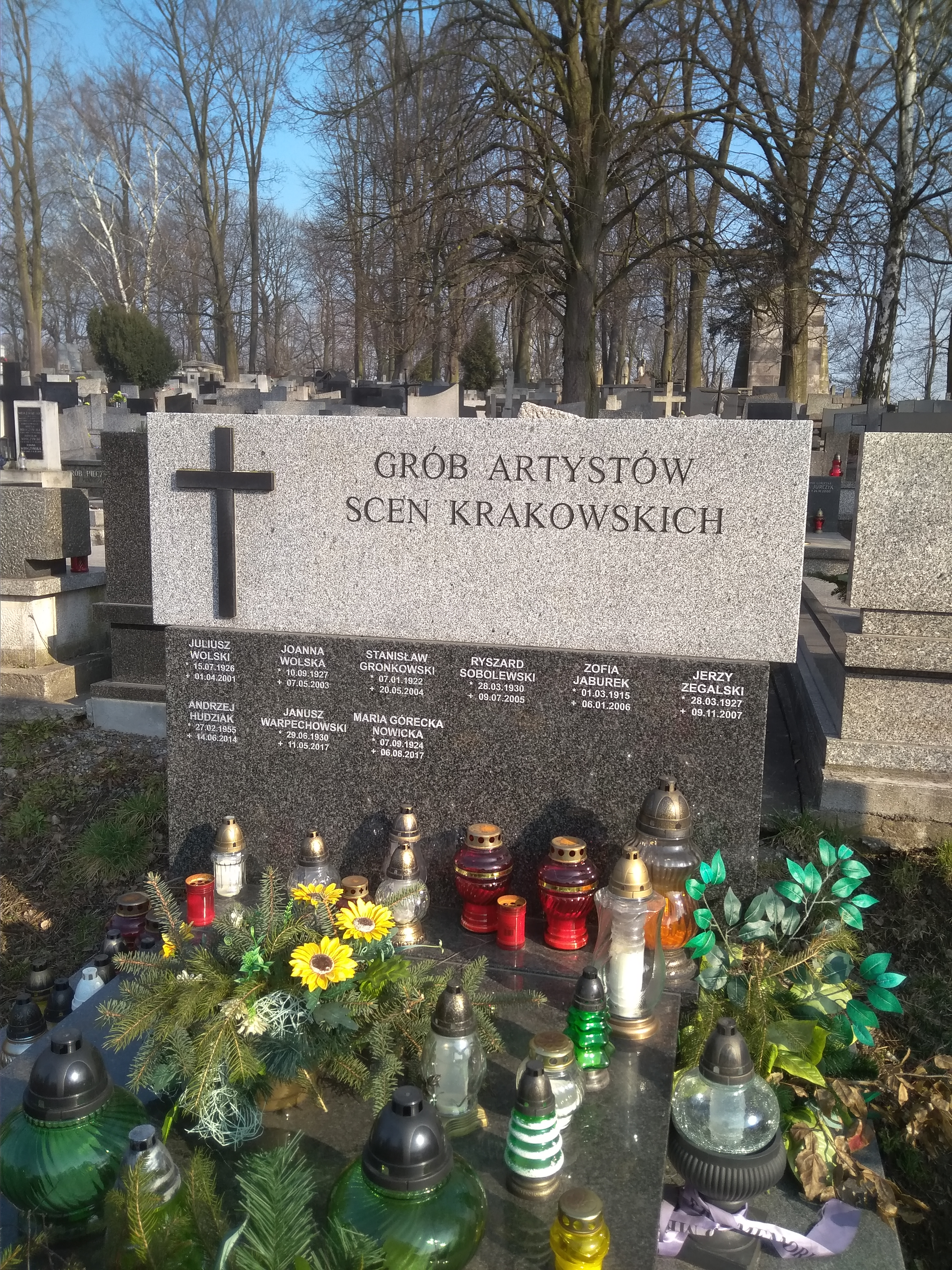
Grób Stanisława Gronkowskiego na Cmentarzu Salwatorskim w Krakowie

## Filmografia
- Podhale w ogniu (1955) jako chłop
- Wolne miasto (1958) jako telefonista Kozubek
- Kalosze szczęścia (1958) jako Tadeusz Kościuszko, aktor
- Inspekcja pana Anatola (1959) jako recepcjonista w hotelu
- Spotkania w mroku (Begegnung im Zwielicht, 1960)
- Zobaczymy się w niedzielę (1960) jako Kwiatek
- Spotkanie ze szpiegiem (1964) jako nauczyciel Mituła
- Cała naprzód (1966) jako oficer
- Czterej pancerni i pies (1966–1970) jako Kugel
- Ściana Czarownic (1966) jako Szczygieł (niewymieniony w czołówce)
- Słońce wschodzi raz na dzień (1967) jako Wigezy
- Jak rozpętałem drugą wojnę światową (1969) jako „Wilk”, partyzant
- Południk zero (1970) jako Peruczka
- Twarz anioła (1970) – oficer niemiecki, „wychowawca” w obozie
- Podróż za jeden uśmiech (1971) jako uczestnik wczasów w siodle
- Sędziowie. Tragedya (1974) jako wójt
- Opowieść w czerwieni (1974) jako kinooperator
- Racławice. 1794 (1979) jako Tadeusz Kościuszko
- Ród Gąsieniców (1979)
- Z biegiem lat, z biegiem dni… (1980) jako Trybulak
- Droga (1980) jako ojciec Szymona
- Nocny gość  (1989) jako trędowaty